# Christina Epps
Christina Epps (* 20. Juni 1991 in New York City) ist eine US-amerikanische Dreispringerin.

## Sportliche Laufbahn
Erste internationale Erfahrungen sammelte Christina Epps bei den Panamerikanischen Spielen 2015 in Toronto, bei denen sie mit 13,85 m den siebten Platz belegte. Anschließend wurde sie bei den NACAC-Meisterschaften in San José mit 12,81 m Neunte und schied bei den Weltmeisterschaften in Peking mit 13,36 m in der Qualifikation aus. Im Jahr darauf erreichte sie bei den Hallenweltmeisterschaften in Portland mit einer Weite von 13,68 m Rang zehn und schied bei den Olympischen Spielen in Rio de Janeiro mit 14,01 m in der Qualifikation aus.
2015 wurde Epps US-amerikanische Meisterin im Dreisprung im Freien sowie 2016 in der Halle.

## Persönliche Bestleistungen
- Dreisprung: 14,17 m (+0,6 m/s), 7. Juli 2016 in Eugene
  - Dreisprung (Halle): 14,05 m, 11. März 2016 in Portland